# Aşağıkalamış, Şarköy
Aşağıkalamış là một xã thuộc huyện Şarköy, tỉnh Tekirdağ, Thổ Nhĩ Kỳ. Dân số thời điểm năm 2011 là 221 người.